# Cingoli
Cingoli é uma comuna italiana da região dos Marche, província de Macerata, com cerca de 10.072 habitantes. Estende-se por uma área de 147 km², tendo uma densidade populacional de 69 hab/km². Faz fronteira com Apiro, Appignano, Filottrano (AN), Jesi (AN), San Severino Marche, Staffolo (AN), Treia.
Faz parte da rede das Aldeias mais bonitas de Itália.
É a cidade natal Francesco Saverio Maria Felice Castiglioni, o Papa Pio VIII, que pontificou entre 1829 e 1830.

## Demografia
| Variação demográfica do município entre 1861 e 2011                               |
|                                                                                   |
| Fonte: Istituto Nazionale di Statistica (ISTAT) - Elaboração gráfica da Wikipedia |